# Clavus suduirauti
Clavus suduirauti é uma espécie de gastrópode do gênero Clavus, pertencente a família Drilliidae.